# 前田匡史

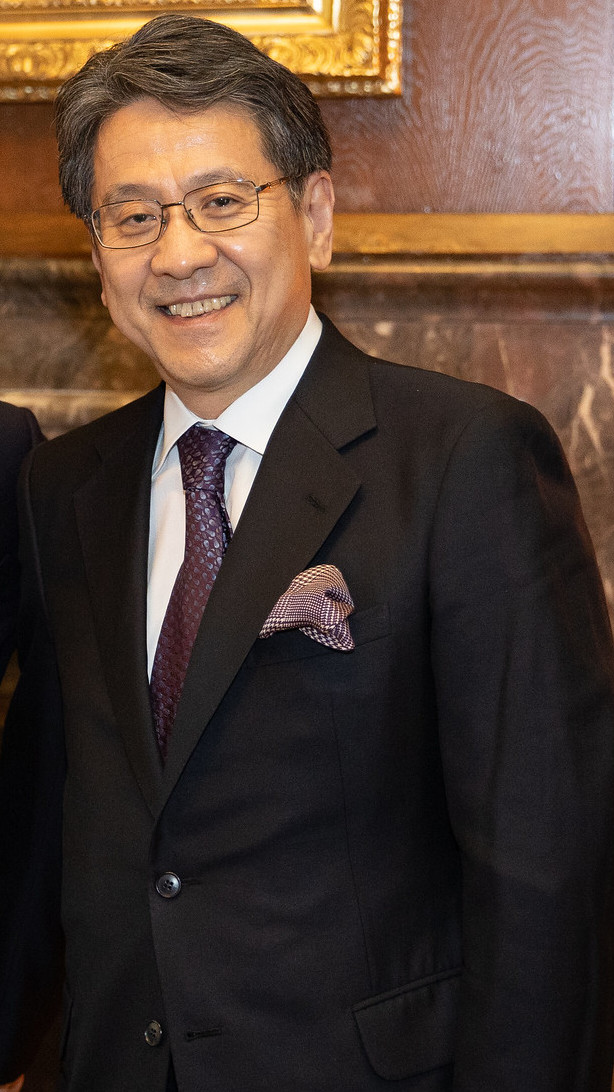

前田 匡史（まえだ ただし、1957年12月25日 - ）は、日本の銀行家、実業家。国際協力銀行取締役会長。

## 経歴
大阪府大阪市生まれ。父親は関西電力や住友電工に勤務した技術者で、ベネズエラ、スリランカ、イランに駐在していた。兵庫県立西宮北高等学校を経て、1980年東京大学法学部卒業。在学中は長谷川櫂が主催する読書会に参加してラテン語や中世史を学んだ。東京大学学士助手となるが、雑用が多く身分も曖昧で先生の一存で将来が決まる世界だったため1年で見切りをつけて学界入りをせず、1982年日本輸出入銀行入行。総務部、営業第一部、大蔵省国際金融局投資第二課、総務部調査役、ワシントン事務所、資源金融部長、経営企画部長、執行役員などを経て2013年12月より代表取締役専務、2016年6月より代表取締役副総裁。2018年代表取締役総裁。大蔵省出身ではなく、初の生え抜き総裁であった。2022年5月より取締役会長。
2010年6月より内閣官房参与に任命され、新経済成長戦略、インフラシステム輸出戦略に関して助言を行っていた。2022年9月より改めて内閣官房参与に任命され、海外ビジネス投資支援を担当した。
専門は資源エネルギー安全保障。米ジョンズ・ホプキンス大学研究員、原子力損害賠償・廃炉等支援機構運営委員なども務める。
輸出入銀行時代に経済協力開発機構貿易金融部会首席代表を務めて以来、日本政府を代表して国際会議に多数出席している。
米国政府の国家情報委員会（NIC）が主催する北東アジア安全保障多国間協力ワーキンググループに携わるなど、日本のみならず米国でも国際問題アドバイザーとして活動している。

## 著書
- 『詳解イスラム金融―世界を動かすダイナミズム』 亜紀書房、2008年、ISBN 978-4750508047
- 『国家ファンド』 PHP研究所、2009年、ISBN 978-4569708027
- 『いまこそ、「不屈の日本」を信じるとき 』 ワック(WAC BUNKO 新書)、2011年、ISBN 978-4898316450

共著
- 近藤健彦 『新国際金融事情』 財経詳報社[10]、1987年、ISBN 978-4881778364